# Campeonato Beninense de Futebol
A Ligue 1 (pt: Liga 1) é a principal divisão do futebol de Benim, iniciado em 1969, composto por 14 equipes.

## Campeões
Os campeões anteriores foram:
| Ano     | Clube                   |
| ------- | ----------------------- |
| 1969    | FAD Cotonou             |
| 1970    | Porto-Novo              |
| 1971    | Cotonou                 |
| 1972    | Porto-Novo              |
| 1973    | Porto-Novo              |
| 1974    | Etoile                  |
| 1975-77 | não houve               |
| 1978    | Dragons                 |
| 1979    | Dragons                 |
| 1980    | Buffles                 |
| 1981    | Ajijas                  |
| 1982    | Dragons                 |
| 1983    | Dragons                 |
| 1984    | Lions                   |
| 1985    | Requins de l'Atlantique |
| 1986    | Dragons                 |
| 1987    | Requins de l'Atlantique |
| 1988    | não houve               |
| 1989    | Dragons                 |
| 1990    | Requins de l'Atlantique |
| 1991    | Postel Sport            |
| 1992    | Buffles                 |
| 1993    | Dragons                 |
| 1994    | Dragons                 |
| 1995    | Toffa Cotonou           |
| 1996    | Mogas 90                |
| 1997    | Mogas 90                |
| 1998    | Dragons                 |
| 1999    | Dragons                 |
| 2000-01 | sem liga oficional      |
| 2002    | Dragons                 |
| 2003    | Dragons                 |
| 2004    | não terminado           |
| 2005    | não houve               |
| 2006    | Mogas 90                |
| 2007    | Tonnerre                |
| 2008    | foi inválido            |
| 2009    | não houve competição    |
| 2010    | ASPAC                   |
| 2010-11 | suspenso                |
| 2012    | ASPAC                   |
| 2013    | JS Cotonou              |
| 2014    | Buffles                 |
| 2015-16 | abandonado              |
| 2017    | Buffles                 |
| 2018    | não houve               |
| 2019    | Buffles                 |
| 2020    | abandonado              |
| 2021    | FC Loto                 |
| 2022    | Coton Sport Benin       |
| 2023    | Coton Sport Benin       |

## Lista de Titulos
| Clube                   | Cidade     | Titulos | Anos                                                                    |
| ----------------------- | ---------- | ------- | ----------------------------------------------------------------------- |
| Dragons                 | Porto-Novo | 12      | 1978, 1979, 1982, 1983, 1986, 1989, 1993, 1994, 1998, 1999, 2002, 2003. |
| Buffles                 | Parakou    | 5       | 1980, 1992, 2014, 2017, 2019.                                           |
| Mogas 90                | Cotonou    | 3       | 1996, 1997, 2006.                                                       |
| Requins de l'Atlantique | Cotonou    | 3       | 1985, 1987, 1990.                                                       |
| Porto-Novo              | Porto-Novo | 3       | 1970, 1972, 1973.                                                       |
| Coton Sport Benin       | Ouidah     | 2       | 2022, 2023                                                              |
| FC Loto                 | Sakété     | 1       | 2021                                                                    |
| Tonnerre                | Abomey     | 1       | 2007                                                                    |
| Toffa Cotonou           | Cotonou    | 1       | 1995                                                                    |
| Postel Sport            | Porto-Novo | 1       | 1991                                                                    |
| Lions                   | Cotonou    | 1       | 1984                                                                    |
| Ajijas                  | Cotonou    | 1       | 1981                                                                    |
| Etoile                  | Porto-Novo | 1       | 1974                                                                    |
| Cotonou                 | Cotonou    | 1       | 1971                                                                    |
| FAD Cotonou             | Cotonou    | 1       | 1969                                                                    |

## Participação na CAF
Liga dos Campeões
| Clube                   | N° | Anos                                                  |
| ----------------------- | -- | ----------------------------------------------------- |
| Dragons                 | 9  | 1979, 1980, 1983, 1984, 1990, 1999, 2000, 2003, 2004, |
| Porto-Novo              | 3  | 1964, 1971, 1974                                      |
| FAD Cotonou             | 1  | 1970                                                  |
| Cotonou                 | 1  | 1972                                                  |
| Etoile                  | 1  | 1975                                                  |
| Ajijas                  | 1  | 1982                                                  |
| Lions                   | 1  | 1985                                                  |
| Requins de l'Atlantique | 4  | 1986, 1987, 1988, 1991,                               |
| Postel Sport            | 1  | 1992                                                  |
| Toffa Cotonou           | 1  | 1996                                                  |
| Mogas 90                | 3  | 1997, 1998, 2007,                                     |
| Donjo                   | 1  | 2005                                                  |
| ASPAC                   | 2  | 2011, 2013.                                           |
| Tonnerre                | 1  | 2012.                                                 |
| Buffles                 | 2  | 2015, 2018.                                           |